# Alfabeto de Nuceria
El alfabeto de Nuceria (en italiano: alfabeto nucerino) se documenta en inscripciones en lengua osca encontradas al sur de Italia (Nocera Superiore, Sorrente, Vico Equense). Está presente sólo entre los siglos VI y V antes de Cristo.

## Descripción
El alfabeto de Nuceria aparece representado por una serie de signos grabados o pintados (de derecha  a izquierda o a la inversa) sobre piezas arqueológicas procedentes de diversas localidades de la Campania, sobre todo de necrópolis.
Si bien las inscripciones más antiguas provienen de Vico Equense, el alfabeto es conocido en italiano bajo el término alfabeto nucerino porque su primera aparición se registró sobre una enócoe de tipo bucchero procedente de una necrópolis de Pareti (Nocera Superiore), próxima al teatro greco-romano de Nuceria Alfaterna. La lengua hablada por los usuarios del alfabeto era el osco, una lengua itálica indoeuropea del grupo osco-umbro.
El alfabeto de Nuceria parece una variante directa del alfabeto etrusco. Su originalidad proviene del nuevo signo atribuido a la letra /s/, debido probablemente a una dificultad de adaptación fonética. Esta es la letra más representativa y su génesis es, probablemente, fenicia.

## Caracteres del alfabeto
Los caracteres en sus diversas variantes son:

## Inscripciones
Las inscripciones más completas (Nocera y Vico Equense) son marcas de propiedad de las vasijas sobre las que aparecen: 
- / rufies / / pafieis // (« [soy] de Rufio [hijo] de Pafio », de Vico Equense).[1]
- / efies / / esum // (« soy de Efio », de Vico Equense);
- / bruties / / esum // (« soy de Bruto », de Nocera).

Se observan genitivos en -es como en -ies. Las epigrafías atestiguan la existencia de la forma arcaica del verbo sum en esum citada por Varrón en De lingua latina libri XXV, pero que no había sido atestiguada antes (y era puesta en duda en el pasado por algunos eruditos).

## Localidades donde han sido encontradas inscripciones
- Nocera Superiore
- Vico Equense
- Sorrente
- Alfedena
- Pontecagnano
- Stabies
- Nola
- Suessula

## Imágenes

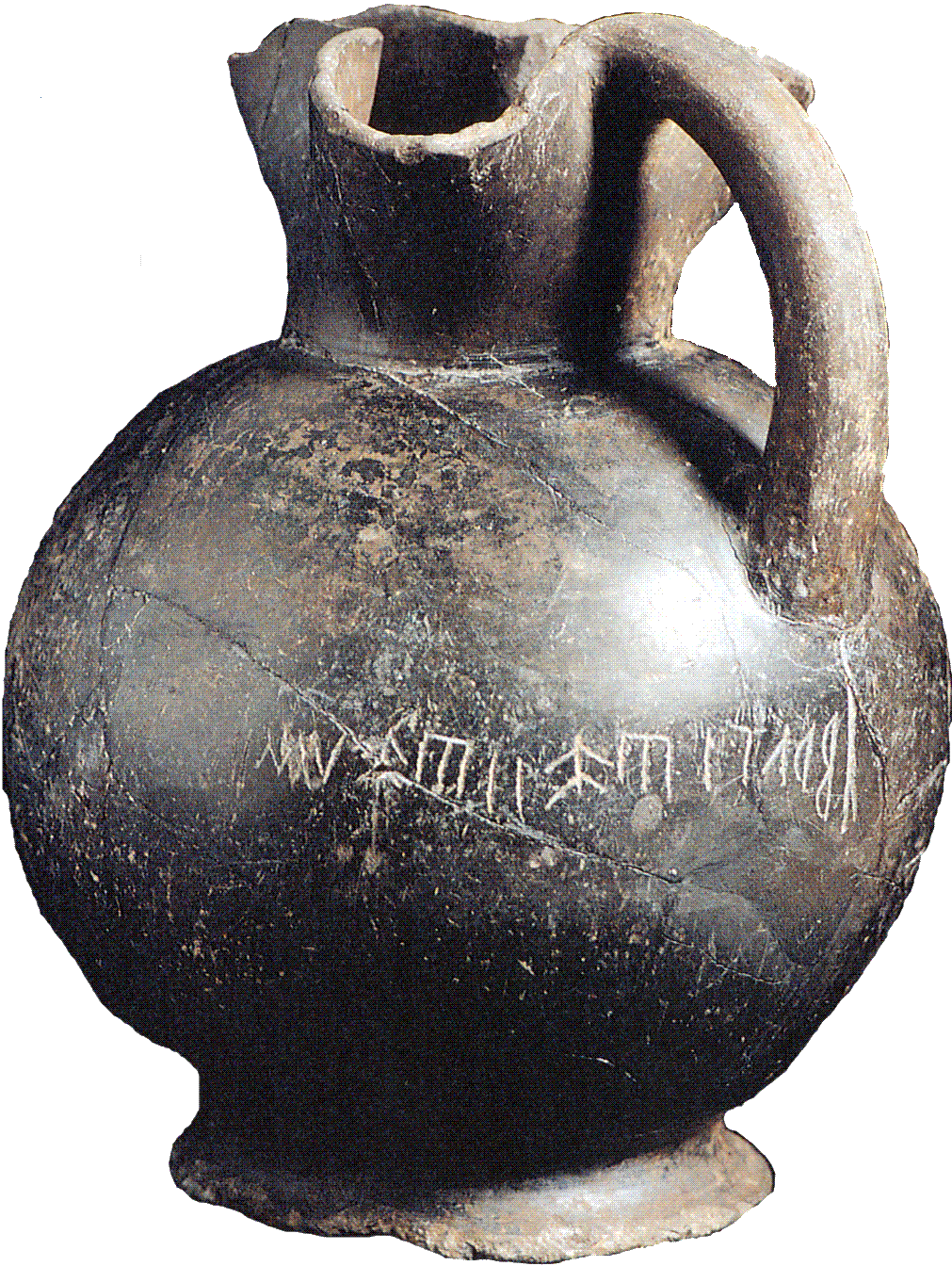
Oinochoe de Nocera
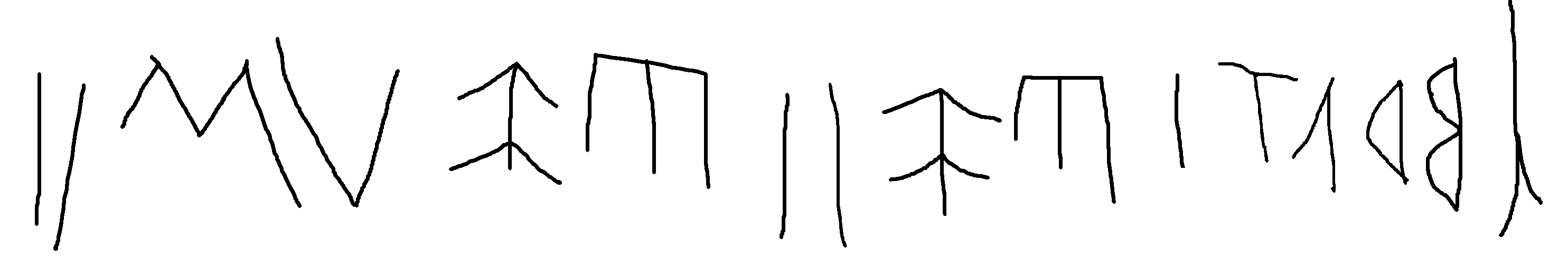
Bruties esum